# Camp Hill, Alabama
Camp Hill är en ort i Tallapoosa County i delstaten Alabama, USA.